# Frente de Resistencia Nacional (Afganistán)
El Frente de Resistencia Nacional en Afganistán, oficialmente Frente de Resistencia Nacional (د افغانستان د ملي مقاومت جبهه en pastún, جبهه مقاومت ملی افغانستان en darí) es una alianza de exmiembros de la Alianza del Norte y otras figuras anti-talibanes, creada en medio de la ofensiva talibán de 2021, bajo el liderazgo del político y líder militar afgano Ahmad Masud y el vicepresidente afgano de iure Amrullah Saleh, que opera en el área restante todavía bajo el control de la República Islámica de Afganistán. Tras la pérdida de Kabul, la alianza basada en Panshir constituye la principal resistencia organizada contra los talibanes en Afganistán.
El grupo ejerció un control de facto sobre el valle de Panjshir, el cual es en gran parte contiguo a la provincia de Panshir y, en agosto de 2021, era «la única región que no estaba en manos de los talibanes». La alianza constituyó la última resistencia organizada contra los talibanes en el país hasta la toma del valle el 6 de septiembre de 2021. Se especula que uno de sus objetivos es una participación en el nuevo gobierno afgano.
A partir del 17 de agosto de 2021, Amrullah Saleh afirma ser el presidente interino de Afganistán, según la constitución afgana, después de que el expresidente Ashraf Ghani huyó del país.

## Antecedentes
El Valle de Panshir, una región montañosa, era una formidable base de operaciones para la Alianza del Norte original. Fue el lugar de nacimiento de Ahmad Shah Masud, quien la defendió tenazmente contra los talibanes como líder de la Alianza del Norte en la década de 1990, y su hijo y sucesor de la resistencia Ahmad Masud.
El 28 de julio de 2021, The Washington Post informó que los restos de la Alianza del Norte se estaban movilizando bajo un paraguas llamado Resistencia II. Ahmad Massoud escribió en un artículo de opinión al Washington Post el 18 de agosto de 2021, pidiendo al resto del mundo que los ayudara, ya que admite que las municiones y los suministros se agotarán a menos que se pueda suministrar a Panshir. El 17 de agosto, el valle de Panshir estaba —según un observador— «sitiado por todos lados», pero no había sido atacado directamente.

## Historia

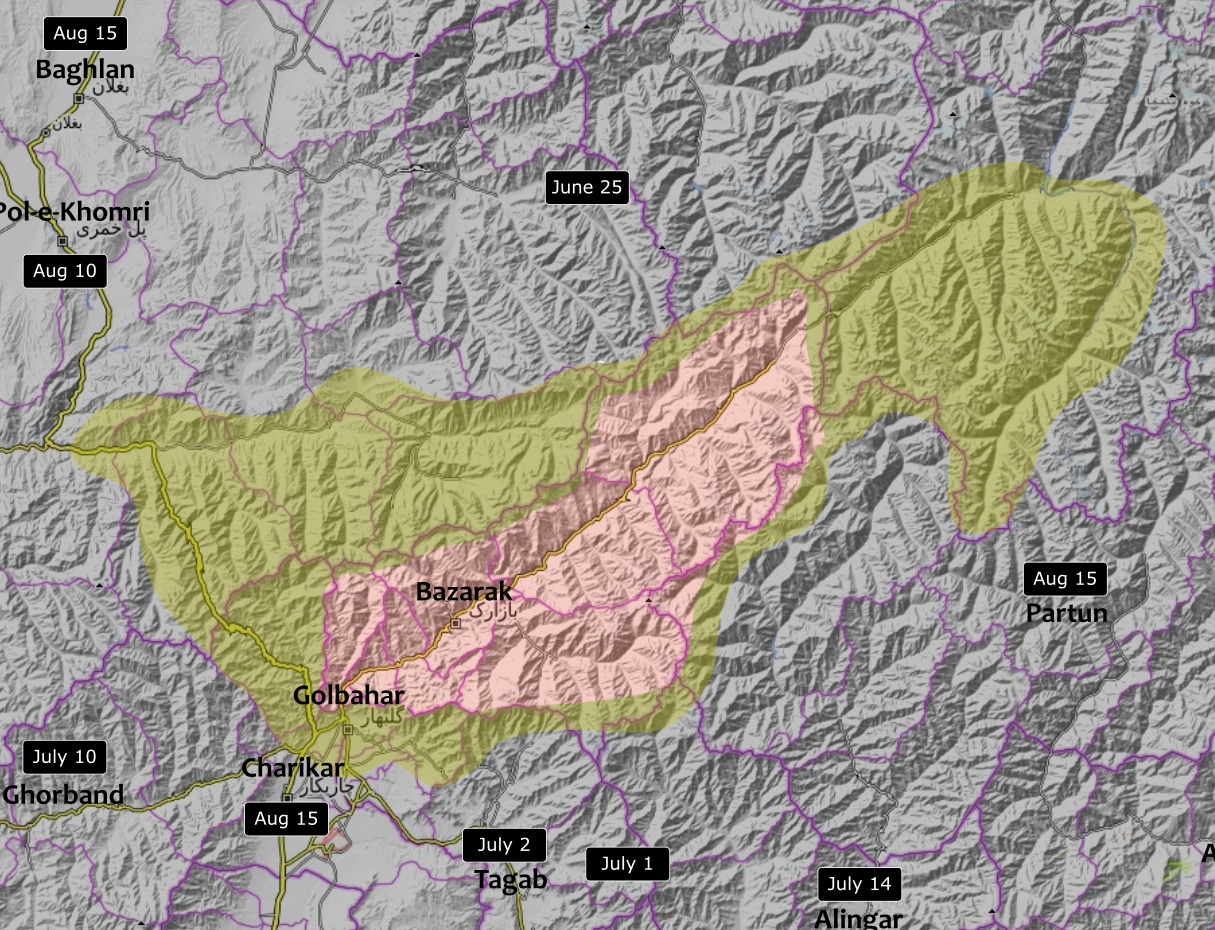
Mapa mostrando el control de territorio en Afganistán, con el espacio controlado por la resistencia en rosado, y en amarillo las zonas en disputa.

Después de la Caída de Kabul, las fuerzas anti-talibanes, incluido el exvicepresidente Saleh, se trasladaron al valle de Panshir, la única zona de Afganistán no controlada por los talibanes, para crear un nuevo frente de resistencia. El 17 de agosto de 2021, exsoldados de etnia tayika del ejército afgano comenzaron a llegar al valle de Panshir, con tanques y vehículos de transporte de personal en apoyo de la resistencia.
Según informes no confirmados, el mando de Saleh logró recuperar Charikar, la capital provincial de la provincia de Parwān, que había estado en manos de los talibanes desde el 15 de agosto, y que los combates habían comenzado en Panshir. Aproximadamente al mismo tiempo, informes no confirmados indicaron que los restos del Ejército Nacional Afgano (ANA) habían comenzado a concentrarse en el Valle de Panshir a instancias de Massoud, junto con el ministro de Defensa Bismillah Mohammadi y los comandantes provinciales.
La resistencia de Panshir también afirmó tener el apoyo de Abdul Rashid Dostum y Atta Muhammad Nur el 18 de agosto de 2021, mientras que se informó que miembros del grupo de Dostum, que se había retirado a Uzbekistán, dijeron que 10 000 de sus soldados podrían unir fuerzas con El Frente de Resistencia Nacional en Afganistán, creando una fuerza combinada de 15 000 o más. El mismo día, los empleados de la embajada afgana en Tayikistán reemplazaron las fotos de Ghani en el edificio de la embajada por las de Saleh.